# لوكاس مارتن (لاعب كرة قدم)
لوكاس مارتن (بالإنجليزية: Lucas Martin)‏ هو لاعب كرة قدم وطاهي أمريكي في مركز الهجوم، ولد في 22 فبراير 1968 في الولايات المتحدة. شارك مع منتخب الولايات المتحدة لكرة القدم. أما مع النوادي، فقد لعب مع Nomads Soccer Club ‏.